# كهف برونيكيل
كهف برونيكيل (بالفرنسية: Grotte de Bruniquel)‏ هو موقع أثري بالقرب من برونيكيل، في منطقة بها العديد من مواقع العصر الحجري القديم، شرق مونتوبان في جنوب غرب فرنسا.
في رسالة إلى نيتشر للإبلاغ عن الاكتشاف في عام 2016، ذكر جاك جوبير وزملاؤه أن الهياكل من أصل بشري، وبما أن إنسان نياندرتال الأوائل كانوا البشر الوحيدين في المنطقة في ذلك الوقت، فلا بد أنهم كانوا البناة، استنتاج وافق عليه كريس سترينجر من متحف التاريخ الطبيعي في لندن.